# Pino Cerami
Giuseppe "Pino" Cerami (ur. 1922 w Misterbianco, zm. 20 września 2014 w Charleroi) – belgijski kolarz szosowy pochodzenia włoskiego, brązowy medalista mistrzostw świata.

## Kariera
Pino Cerami urodził się we Włoszech, ale od 1956 roku reprezentował Belgię. Największy sukces w karierze osiągnął w 1960 roku, kiedy zdobył brązowy medal w wyścigu ze startu wspólnego podczas mistrzostw świata w Karl-Marx-Stadt. W zawodach tych wyprzedzili go jedynie jego rodak Rik Van Looy oraz Francuz André Darrigade. Był to jednak jedyny medal wywalczony przez niego na międzynarodowej imprezie tej rangi. Ponadto był między innymi pierwszy w Tour du Doubs w 1951 roku, drugi w Giro di Lombardia i trzeci w wyścigu Dookoła Belgii w 1953 roku, pierwszy w Dookoła Belgii i drugi w Nokere Koerse w 1957 roku, drugi w Paryż-Bruksela, Tour de Romandie i Bordeaux-Paryż w 1958 roku, trzeci w Tour de Luxembourg rok później, pierwszy w Paryż-Roubaix i La Flèche Wallonne w 1960 roku oraz Paryż-Bruksela i Brabantse Pijl w 1961 roku, a w 1963 roku zajął drugie miejsce w Liège-Bastogne-Liège. Kilkakrotnie startował w Tour de France, wygrywając przy tym jeden etap. W klasyfikacji generalnej najlepiej wypadł w 1957 roku, kiedy zajął 35. pozycję. Dwukrotnie startował w Giro d'Italia, lepszy wynik uzyskując 1949 roku, kiedy zajął 24. miejsce. Nigdy nie wystąpił na igrzyskach olimpijskich. W 1966 roku zakończył karierę.